# 푸나카

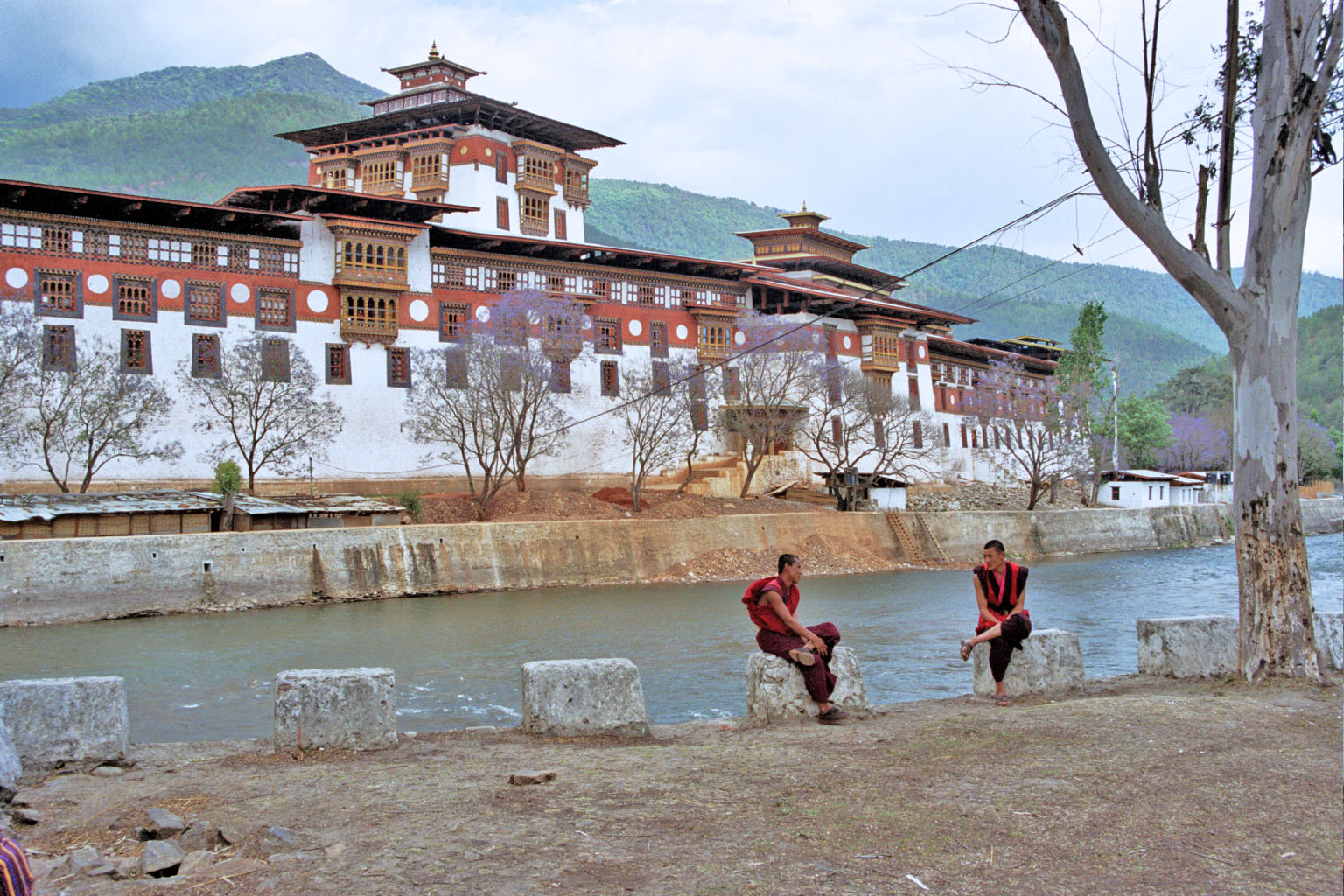
푸나카 사원

푸나카(종카어: སྤུ་ན་ཁ, Punakha)는 부탄 푸나카 현의 도시로, 푸나카 현의 현청 소재지이며 1955년 팀부로 이전하기 전까지 부탄의 수도였던 곳이기도 하다. 팀부에서 약 72km 정도 떨어져 있으며 팀부에서 자동차로 3시간 정도 걸리는 지점에 위치한다. 겨울철은 따뜻하고 여름철은 더운 편이며 평균 높이는 약 1,200m이다. 포 강과 모 강이 흐르는 지점에 위치한다.